# Governatori di Porto Rico
Il governatore di Porto Rico è il capo del governo dello Stato Libero Associato di Porto Rico. Durante il periodo coloniale spagnolo il governatore veniva nominato direttamente dal re di Spagna mentre durante il periodo del regime statunitense, dal 1898 al 1946, veniva nominato dal presidente statunitense. Dal 1948 i governatori di Porto Rico sono eletti democraticamente dal popolo.

## Elenco dei governatori di Porto Rico

### Governatori sotto la Corona di Spagna
| N.  | Immagine | Governatore                                           | Carica           | Carica           | Note        |
| N.  | Immagine | Governatore                                           | Inizio           | Termine          | Note        |
| --- | -------- | ----------------------------------------------------- | ---------------- | ---------------- | ----------- |
| 1   |          | Capitano generale Don Juan Ponce de León (1474-1521)  | 1508             | 1509             | [ 1 ]       |
| 2   |          | Juan Cerón                                            | 1509             | 1510             | [ 2 ]       |
| 3   |          | Capitano generale Don Juan Ponce de León (1474-1521)  | 1510             | 1511             | [ 1 ]       |
| 4   |          | Juan Cerón                                            | 1511             | 1512             | [ 2 ]       |
| 5   |          | Rodrigo Moscoso                                       | 1512             | 1513             | [ 3 ]       |
| 6   |          | Capitano generale Cristóbal de Mendoza                | 1513             | 1515             | [ 4 ]       |
| 7   |          | Capitano generale Don Juan Ponce de León (1474-1521)  | 1515             | 1519             | [ 3 ]       |
| 8   |          | Sánchez Velázquez                                     | 1519             | 1519             | [ 4 ]       |
| 9   |          | Antonio de la Gama                                    | 1519             | 1521             | [ 4 ]       |
| 10  |          | Pedro Moreno                                          | 1521             | 1523             | [ 4 ]       |
| 11  |          | Vescovo Alonso Manso                                  | 1523             | 1524             | [ 4 ]       |
| 12  |          | Pedro Moreno                                          | 1524             | 1529             | [ 4 ]       |
| 13  |          | Antonio de la Gama                                    | 1529             | 1530             | [ 4 ]       |
| 14  |          | Tenente generale Francisco Manuel de Landó            | 1530             | 1536             | [ 4 ]       |
| 15  |          | Vasco de Tiedra                                       | 1536             | 1537             | [ 4 ]       |
| 16  |          | Vasco de Tiedra                                       | 1537             | 1544             | [ 4 ]       |
| 17  |          | Jerónimo Lebrón de Quiñones                           | 1544             | 1544             | [ 4 ]       |
| 18  |          | Lcdo. Iñigo López Cervantes y Loayza                  | 1544             | 1546             | [ 4 ]       |
| 19  |          | Lcdo. Diego de Caraza                                 | 1546             | 1548             | [ 4 ]       |
| 20  |          | Diego de Caraza                                       | 1548             | 1550             | [ 4 ]       |
| 21  |          | Luis de Vallejo                                       | 1550             | 1555             | [ 4 ]       |
| 22  |          | Lcdo. Alonso Esteves                                  | 1555             | 1555             | [ 4 ]       |
| 23  |          | Lcdo. Diego de Caraza                                 | 1555             | 1561             | [ 4 ]       |
| 24  |          | Antonio de la Llama Vallejo                           | 1561             | 1564             | [ 4 ]       |
| 25  |          | Francisco Bahamonde De Lugo                           | 1564             | 1568             | [ 4 ]       |
| 26  |          | Francisco de Solís Osorio                             | 1568             | 1574             | [ 4 ]       |
| 27  |          | Francisco de Obando y Mexia                           | 1575             | 1579             | [ 4 ]       |
| 28  |          | Juan Ponce de León II (1524-1591)                     | 1579             | 1579             | [ 5 ]       |
| 29  |          | Jerónimo de Agüero Campuzano                          | 1580             | 1580             | [ 4 ]       |
| 30  |          | Capitano generale Juan de Céspedes                    | 1580             | 1581             | [ 4 ]       |
| 31  |          | Capitano generale Juan López Melgarejo                | 1581             | 1582             | [ 4 ]       |
| 32  |          | Capitano generale Diego Menéndez de Valdés            | 1582             | 1593             | [ 4 ]       |
| 33  |          | Colonnello Pedro Suárez de Coronel                    | 1593             | 1597             | [ 4 ]       |
| 34  |          | Capitano generale Antonio de Mosquero                 | 1597             | 1598             | [ 4 ]       |
| 35  |          | Colonnello Pedro Suárez de Coronel                    | 1597-8           | 1599             | [ 4 ]       |
| 36  |          | Capitano generale Alonso de Mercado                   | 1599             | 1602             | [ 4 ]       |
| 37  |          | Capitano generale Sancho Ochoa de Castro              | 1602             | 1608             | [ 4 ]       |
| 38  |          | Gabriel de Rojas Párano                               | 1608             | 1614             | [ 4 ]       |
| 39  |          | Capitano generale Felipe de Beaumont y Navarra        | 1614             | 1620             | [ 4 ]       |
| 40  |          | Juan de Vargas                                        | 1620             | 1625             | [ 4 ]       |
| 41  |          | Capitano generale Juan de Haro y Sanvítores           | 1625             | 1630             | [ 4 ]       |
| 42  |          | Capitano generale Enrique Enriquez de Sotomayor       | 1631             | 1635             | [ 4 ]       |
| 43  |          | Capitano generale Iñigo de la Mota Sarmiento          | 1635             | 1641             | [ 4 ]       |
| 44  |          | Capitano generale Agustín de Silva y Figueroa         | 1641             | 1641             | [ 4 ]       |
| 45  |          | Capitano generale Juan de Bolaños                     | 1642             | 1643             | [ 4 ]       |
| 46  |          | Fernando de la Riva Agüero y Setien                   | 1643             | 1648             | [ 4 ]       |
| 47  |          | Diego de Aguilera y Gamboa                            | 1649             | 1655             | [ 4 ]       |
| 48  |          | José Novoa y Moscoso Pérez y Buitron                  | 1655             | 1660             | [ 4 ]       |
| 49  |          | Capitano generale Juan Pérez de Guzmán y Chagoyen     | 1660             | 1664             | [ 4 ]       |
| 50  |          | Jerónimo de Velasco                                   | 1664             | 1670             | [ 4 ]       |
| 51  |          | Gaspar de Arteaga y Aunoavidao                        | 1670             | 1674             | [ 6 ]       |
| 52  |          | Diego Roblandillo                                     | 1674             | 1674             | [ 6 ]       |
| 53  |          | Capitano generale Baltazar Figueroa y Castilla        | 1674             | 1674             | [ 6 ]       |
| 54  |          | Alonso de Campos y Espinosa                           | 1675             | 1678             | [ 6 ]       |
| 55  |          | Juan de Robles Lorenzana                              | 1678             | 1683             | [ 6 ]       |
| 56  |          | Capitano generale Gaspar Martínez de Andino           | 1683             | 1685             | [ 6 ]       |
| 57  |          | Juan Francisco Medina                                 | 1685             | 1690             | [ 6 ]       |
| 58  |          | Gaspar de Arredondo y Valle                           | 1690             | 1695             | [ 6 ]       |
| 59  |          | Juan Francisco Medina                                 | 1695             | 1697             | [ 6 ]       |
| 60  |          | Tomás Franco                                          | 1697             | 1698             | [ 6 ]       |
| 61  |          | Antonio de Robles Silva                               | 1698             | 1699             | [ 6 ]       |
| 62  |          | Gabriel Suárez de Ribera                              | 1700             | 1703             | [ 6 ]       |
| 63  |          | Diego Jiménez de Villarán                             | 1703             | 1703             | [ 6 ]       |
| 64  |          | Francisco Sánchez Calderón                            | 1703             | 1703             | [ 6 ]       |
| 65  |          | Pedro Arroyo y Guerrero                               | 1704             | 1705             | [ 6 ]       |
| 66  |          | Juan Francisco López de Morla                         | 1706             | 1706             | [ 6 ]       |
| 67  |          | Francisco Danío Granados                              | 1706             | 1708             | [ 6 ]       |
| 68  |          | Colonnello Juan de Ribera                             | 1709             | 1715             | [ 6 ]       |
| 69  |          | José Francisco Carreño                                | 1716             | 1716             | [ 6 ]       |
| 70  |          | Alfonso Bortodano                                     | 1716             | 1720             | [ 6 ]       |
| 71  |          | Francisco Danio Granados                              | 1720             | 1724             | [ 6 ]       |
| 72  |          | Capitano generale José Antonio de Mendizabal y Azcue  | 1724             | 1730             | [ 6 ]       |
| 73  |          | Tenente colonnello Matías de Abadía                   | 1731             | 1743             | [ 6 ]       |
| 74  |          | Domingo Pérez de Mandares                             | 1743             | 1744             | [ 6 ]       |
| 75  |          | Colonnello Juan José Colomo                           | 1744             | 1750             | [ 6 ]       |
| 76  |          | Colonnello Agustín de Parejas                         | 1750             | 1751             | [ 6 ]       |
| 77  |          | Tenente colonnello Esteban Bravo de Rivero            | 1751             | 1753             | [ 6 ]       |
| 78  |          | Capitano generale Felipe Ramírez de Estenos           | 1753             | 1757             | [ 6 ]       |
| 79  |          | Esteban Bravo de Rivero                               | 1757             | 1759             | [ 6 ]       |
| 80  |          | Mateo de Guaso Calderón                               | 1759             | 1760             | [ 6 ]       |
| 81  |          | Esteban Bravo de Rivero                               | 1760             | 1761             | [ 6 ]       |
| 82  |          | Tenente colonnello Ambrosio de Benavides              | 1761             | 1766             | [ 6 ]       |
| 83  |          | Colonnello Marcos de Vergara                          | 1766             | 1766             | [ 6 ]       |
| 84  |          | Tenente colonnello José Trentor                       | 1766             | 1770             | [ 6 ]       |
| 85  |          | Colonnello Miguel de Muesas                           | 1769             | 1776             | [ 6 ] [ 7 ] |
| 86  |          | Colonnello José Dufresne                              | 1776             | 1783             | [ 6 ]       |
| 87  |          | Feldmaresciallo Don Juan Andrés Daban y Busterino     | 1783             | 1789             | [ 6 ]       |
| 88  |          | Colonnello Francisco Torralbo y Robles                | 1789             | 1789             | [ 6 ]       |
| 89  |          | Brigadier generale Miguel Antonio de Ustariz          | 1789             | 1792             | [ 3 ]       |
| 90  |          | Colonnello Francisco Torralbo y Robles                | 1792             | 1794             | [ 6 ]       |
| 91  |          | Brigadier generale Enrique Grimarest                  | 1794             | 1795             | [ 3 ]       |
| 92  |          | Feldmaresciallo Don Ramón de Castro y Gutiérrez       | 1795             | 1804             | [ 6 ]       |
| 93  |          | Toribio Montes                                        | 1804             | 1809             | [ 6 ]       |
| 94  |          | Salvador Meléndez Bruna                               | 1809             | 1820             | [ 6 ]       |
| 95  |          | Brigadier generale Juan Vasco y Pascual               | 24 marzo 1820    | 7 agosto 1820    | [ 6 ]       |
| 96  |          | Brigadier generale Gonzalo Arostegui y Herrera        | 7 agosto 1820    | 12 febbraio 1822 | [ 6 ]       |
| 97  |          | Colonnello José de Navarro                            | 12 febbraio 1822 | 30 maggio 1822   | [ 6 ]       |
| 98  |          | Francisco González de Linares                         | 30 maggio 1822   | 4 dicembre 1823  | [ 6 ]       |
| 99  |          | Tenente generale Miguel Luciano de La Torre y Pando   | 4 dicembre 1823  | 1837             | [ 6 ]       |
| 100 |          | Francisco Javier de Moreda y Prieto                   | 1837             | 1838             | [ 6 ]       |
| 101 |          | Feldmaresciallo Miguel López de Baños                 | 1838             | 1841             | [ 6 ]       |
| 102 |          | Tenente generale Santiago Méndez de Vigo              | 1841             | 1844             | [ 6 ]       |
| 103 |          | Tenente generale Rafael de Aristegui y Vélez          | 1844             | 1847             | [ 6 ]       |
| 104 |          | Feldmaresciallo Don Juan Prim de Prats y Gonzalez     | 1847             | 1848             | [ 8 ]       |
| 105 |          | Tenente generale Juan de la Pezuela y Cevallos        | 1848             | 1851             | [ 3 ]       |
| 106 |          | Enrique de España y Taberner                          | 1851             | 1852             | [ 3 ]       |
| 107 |          | Tenente generale Fernándo Norzagaray y Escudero       | 1852             | 1855             | [ 3 ]       |
| 108 |          | Tenente generale Andrés García Camba                  | 1855             | 1855             | [ 3 ]       |
| 109 |          | Tenente generale José Lemery Ibrarrola Ney y Gonzalez | 1855             | 1857             | [ 3 ]       |
| 110 |          | Tenente generale Fernando Cotoner y Chacon            | 1857             | 1860             | [ 3 ]       |
| 111 |          | Sabino Gamir Maladen                                  | 1860             | 1860             | [ 3 ]       |
| 112 |          | Tenente generale Rafael Echague y Bermingham          | 1860             | 1862             | [ 3 ]       |
| 113 |          | Brigadier generale Rafael Izquierdo y Gutierrez       | 1862             | 1863             | [ 3 ]       |
| 114 |          | Tenente generale Féliz María de Messina Iglesias      | 1863             | 1865             | [ 3 ]       |
| 115 |          | Tenente generale José María Marchessi y Oleaga        | 1865             | 1867             | [ 3 ]       |
| 116 |          | Generale Julián Juan Pavia Lacy                       | 1867             | 1868             | [ 3 ]       |
| 117 |          | Generale José Laureano Sanz y Posse                   | 1868             | 1870             | [ 3 ]       |
| 118 |          | Tenente generale Gabriel Baldrich                     | 1870             | 1871             | [ 3 ]       |
| 119 |          | Generale Ramón Gómez Pulido                           | 1871             | 1872             | [ 3 ]       |
| 120 |          | Generale Simón de la Torre Ormaza                     | 1872             | 1872             | [ 3 ]       |
| 121 |          | Brigadier generale Joaquín Eurile Hernan              | 1872             | 1873             | [ 3 ]       |
| 122 |          | Tenente generale Juan Martínez Plowes                 | 1873             | 1873             | [ 3 ]       |
| 123 |          | Generale Rafael Primo de Rivera y Sobremonte          | 1873             | 1874             | [ 3 ]       |
| 124 |          | Generale José Laureano Sanz y Posse                   | 1875             | 1875             | [ 3 ]       |
| 125 |          | Generale Segundo de la Portilla Gutierrez             | 1875             | 1877             | [ 3 ]       |
| 126 |          | Generale Manuel de la Serna Hernandez y Pinzón        | 1877             | 1878             | [ 3 ]       |
| 127 |          | Generale José Gamir Maladen                           | 1878             | 1878             | [ 3 ]       |
| 128 |          | Generale Eulogio Despujols y Dussay                   | 1878             | 1881             | [ 3 ]       |
| 129 |          | Generale Segundo de la Portilla Gutierrez             | 1881             | 1883             | [ 3 ]       |
| 130 |          | Generale Miguel de la Vega Inclán y Palma             | 1883             | 1884             | [ 3 ]       |
| 131 |          | Generale Don Carlos Suances Campos                    | 1884             | 1884             | [ 3 ]       |
| 132 |          | Generale Ramón Fajardo Izquierdo                      | 1884             | 1884             | [ 3 ]       |
| 133 |          | Generale Luis Daban y Ramírez de Arellanó             | 1884             | 1887             | [ 3 ]       |
| 134 |          | Generale Romualdo Palacios Gonzalez                   | 1887             | 1887             | [ 3 ]       |
| 135 |          | Generale Juan Contreras Martinez                      | 1887             | 1888             | [ 3 ]       |
| 136 |          | Generale Pedro Ruiz Dana                              | 1888             | 1890             | [ 3 ]       |
| 137 |          | Brigadier generale José Pascual Bonanza               | 1890             | 1890             | [ 3 ]       |
| 138 |          | Generale José Lasso y Pérez                           | 1890             | 1893             | [ 3 ]       |
| 139 |          | Generale Antonio Daban y Ramírez de Arrellanó         | 1893             | 1895             | [ 3 ]       |
| 140 |          | Generale José Gamir                                   | 1895             | 1896             | [ 3 ]       |
| 141 |          | Generale Emilio March                                 | 1896             | 1896             | [ 3 ]       |
| 142 |          | Generale Sabas Marín González                         | 1896             | 1898             | [ 9 ]       |
| 143 |          | Generale Ricardo de Ortega y Diez                     | 1898             | 1898             | [ 10 ]      |
| 144 |          | Generale Andrés González Muñoz                        | 1898             | 1898             | [ 11 ]      |
| 145 |          | Generale Ricardo de Ortega y Diez                     | 1898             | 1898             | [ 10 ]      |
| 146 |          | Generale Manuel Macías Casado                         | 1898             | 1898             | [ 12 ]      |
| 147 |          | Generale Ricardo de Ortega y Diez                     | 1898             | 1898             | [ 10 ]      |
| 148 |          | Capitano Ángel Rivero Méndez                          | 1898             | 1898             | [ 13 ]      |

### Governatori sotto l'amministrazione coloniale statunitense

#### Governo militare
| No. | Immagine | Nome                                     | Inizio mandato | Fine mandato | Note |
| --- | -------- | ---------------------------------------- | -------------- | ------------ | ---- |
| 149 |          | Comandante generale Nelson A. Miles      | 1898           | 1898         |      |
| 150 |          | Maggior generale John R. Brooke          | 1898           | 1898         |      |
| 151 |          | Maggior generale Guy Vernor Henry        | 1898           | 1899         |      |
| 152 |          | Maggior generale George Whitefield Davis | 1899           | 1900         |      |

### Governatori sotto la Costituzione del Commonwealth di Porto Rico
Partiti politici: 

  Partito Popolare Democratico (7)
  Nuovo Partito Progressista (5)
| N. | Foto     | Governatore                         | Carica         | Carica         | Mandato  |
| N. | Foto     | Governatore                         | Inizio         | Termine        | Mandato  |
| -- | -------- | ----------------------------------- | -------------- | -------------- | -------- |
| 1  |          | Luis Muñoz Marín (1898-1980)        | 2 gennaio 1949 | 2 gennaio 1965 | 1 (1948) |
| 1  | 2 (1952) | Luis Muñoz Marín (1898-1980)        | 2 gennaio 1949 | 2 gennaio 1965 |          |
| 1  | 3 (1956) | Luis Muñoz Marín (1898-1980)        | 2 gennaio 1949 | 2 gennaio 1965 |          |
| 1  | 4 (1960) | Luis Muñoz Marín (1898-1980)        | 2 gennaio 1949 | 2 gennaio 1965 |          |
| 2  |          | Roberto Sánchez Vilella (1913-1997) | 2 gennaio 1965 | 2 gennaio 1969 | 1 (1964) |
| 3  |          | Luis A. Ferré (1904-2003)           | 2 gennaio 1969 | 2 gennaio 1973 | 1 (1968) |
| 4  |          | Rafael Hernández Colón (1936-2019)  | 2 gennaio 1973 | 2 gennaio 1977 | 1 (1972) |
| 5  |          | Carlos Romero Barceló (1932-2021)   | 2 gennaio 1977 | 2 gennaio 1985 | 1 (1976) |
| 5  | 2 (1980) | Carlos Romero Barceló (1932-2021)   | 2 gennaio 1977 | 2 gennaio 1985 |          |
| 6  |          | Rafael Hernández Colón (1936-2019)  | 2 gennaio 1985 | 2 gennaio 1993 | 1 (1984) |
| 6  | 2 (1988) | Rafael Hernández Colón (1936-2019)  | 2 gennaio 1985 | 2 gennaio 1993 |          |
| 7  |          | Pedro Rosselló (1944-)              | 2 gennaio 1993 | 2 gennaio 2001 | 1 (1992) |
| 7  | 2 (1996) | Pedro Rosselló (1944-)              | 2 gennaio 1993 | 2 gennaio 2001 |          |
| 8  |          | Sila María Calderón (1942-)         | 2 gennaio 2001 | 2 gennaio 2005 | 1 (2000) |
| 9  |          | Aníbal Acevedo Vilá (1962-)         | 2 gennaio 2005 | 2 gennaio 2009 | 1 (2004) |
| 10 |          | Luis Fortuño (1960-)                | 2 gennaio 2009 | 2 gennaio 2013 | 1 (2008) |
| 11 |          | Alejandro García Padilla (1971-)    | 2 gennaio 2013 | 2 gennaio 2017 | 1 (2012) |
| 12 |          | Ricky Rosselló (1979-)              | 2 gennaio 2017 | 2 agosto 2019  | 1 (2016) |
| -  |          | Pedro Pierluisi (1959-)             | 2 agosto 2019  | 7 agosto 2019  | 1        |
| 13 |          | Wanda Vázquez Garced (1960-)        | 7 agosto 2019  | 2 gennaio 2021 | 1        |
| 14 |          | Pedro Pierluisi (1959-)             | 2 gennaio 2021 | 2 gennaio 2025 | 1 (2020) |
| 15 |          | Jenniffer González (1976-)          | 2 gennaio 2025 | in carica      | 1 (2024) |